# Фунакі Кадзуйосі
Фунакі Кадзуйосі  (яп. 船木 和喜, * 27 квітня 1975, Йоїті, Японія) — японський стрибун з трампліна. 